# GAL (Іспанія)
GAL (ҐАЛ), акронім від ісп. Grupos Antiterroristas de Liberación (Антитерористичні групи звільнення) — спеціальне парамілітарне утворення (ескадрони смерті), створене з негласної згоди центрального уряду Іспанії з метою придушення діяльності ЕТА. Координацією цієї групи займалося Міністерство внутрішніх справ Іспанії, яке контролювало і фінансувало діяльність GAL.
GAL здійснював замахи на бойовиків і прихильників ЕТА в Басконії, особливо з французького боку кордону. Ескадрони діяли в 1983-87 роках, протягом яких вбили 28 осіб, зокрема 8 (за іншими даними, 9) невинних цивільних громадян Франції. Цей період в історії Іспанії часто окреслюють терміном «брудна війна». 
Основними причинами, через які уряд пішов на утворення незаконної парамілітарної організації, було:
1. ріст невдоволення серед військових і консерваторів активністю ЕТА; соціалістичний уряд остерігався державного перевороту і повернення диктатури, поваленої 1977 року;
2. відмова французької влади співпрацювати у напрямку протидії ЕТА; основні координаційні осередки ЕТА розміщувалися саме на території "Французької Басконії".[1]